# Vespertine
För termen som beskriver fenomenet som sker kvällstid se Vespertine (biologi)
Vespertine är det femte studioalbumet av den isländska sångerskan och musikern Björk som släpptes den 27 augusti 2001 på One Little Indian. Albumet är ett försök att skapa en mer lågmäld, inåtvänd värld av virvliga microbeats och personliga texter, vilket resulterade i vad Björk själv beskriver som ett "vinteralbum". På albumet kan man även höra musiker som Zeena Parkins (harpa), Matmos, Guy Sigsworth m.fl. På albumet återfinns singlarna "Hidden Place", "Pagan Poetry" och "Cocoon".
På det gråskalade skivomslaget är Björk iklädd en vit klänning formad som en svan (designad av Marjan Pejoski), vilken väckte uppmärksamhet när hon bar den vid Oscarsgalan 2001.
Albumet mötte övervägande positiv kritik, bland annat av Allmusic och Pitchfork Media, och toppade albumlistorna i Frankrike, Norge och Danmark då det släpptes.

## Låtlista
| Nr  | Titel              | Kompositör                       | Längd |
| --- | ------------------ | -------------------------------- | ----- |
| 1.  | Hidden Place       | Björk                            | 5:29  |
| 2.  | Cocoon             | Björk, Thomas Knak               | 4:27  |
| 3.  | It's Not Up to You | Björk                            | 5:09  |
| 4.  | Undo               | Björk, Knak                      | 5:38  |
| 5.  | Pagan Poetry       | Björk                            | 5:14  |
| 6.  | Frosti             | Björk                            | 1:59  |
| 7.  | Aurora             | Björk                            | 4:39  |
| 8.  | An Echo, A Stain   | Björk, Guy Sigsworth             | 4:04  |
| 9.  | Sun in My Mouth    | Björk, E.E. Cummings, Sigsworth  | 2:40  |
| 10. | Heirloom           | Björk, Console                   | 5:12  |
| 11. | Harm of Will       | Björk, Sigsworth, Harmony Korine | 4:37  |
| 12. | Unison             | Björk                            | 6:48  |

| 13. | Generous Palmstroke | Björk, Zeena Parkins | 4:24 |

## Medverkande
- Björk – producent, programmering, beat-programmering, basgångar, arrangemang (stråkar, kör, harpa, music box), sångredigering
- Valgeir Sigurðsson – programmering, beat-programmering, ProTools, tekniker
- Martin Gretschmann aka Console – producent, programmering
- Jake Davies – programmering, ProTools, tekniker
- Matthew Herbert – programmering
- Leigh Jamieson – ProTools
- Thomas Knak – producent, programmering
- Jan "Stan" Kybert – ProTools
- Matmos – programmering, beat-programmering
- Vince Mendoza – arrangemang (stråkar, kör), orkestrering
- Zeena Parkins – harpa, harparrangemang
- Jack Perron – tillämpning av music box
- Guy Sigsworth – programmering, beat-programmering, celestial, celestialarrangemang, klavikord, klavikordarrangemang, körarrangemang
- Mark "Spike" Stent – mixning
- Damian Taylor – programmering, beat-programmering, ProTools
- Caryl Thomas – harp
- Marius de Vries – producent, programmering, beat-programmering
- M/M (Paris) – art direction, design, illustration
- Inez van Lamsweerde & Vinoodh Matadin – fotografi
- Patrick Gowers – kompositör av sång- och orgelarrangemang på Unison
- St. Paul's Cathedral Choir, dirigerad av John Scott – kör på Unison

## Listplaceringar
| Listor (2001)       | Topplacering |
| ------------------- | ------------ |
| Schweiz             | 3            |
| Österrike           | 5            |
| Frankrike           | 1            |
| Nederländerna       | 20           |
| Belgien (Flandern)  | 10           |
| Belgien (Vallonien) | 2            |
| Sverige             | 7            |
| Finland             | 3            |
| Norge               | 1            |
| Danmark             | 1            |
| Italien             | 2            |
| Australien          | 9            |
| Nya Zeeland         | 32           |